# غملوطيات
الغُمْلُوطِيَّات (الاسم العلمي: Megaspiridae)، فصيلة حلزونات أرضية تتنفس الهواء، من ال الرخويات الأرضية تتبع شعبة الرخويات الرئويات بطنقدميات في فيلق Orthalicoidea (وفقًا لتصنيف بطنيات القدم بواسطة Bouchet & Rocroi ، 2005).
فصيلة الغملوطيات ليس لها فُصيلات.

## الأجناس
تشمل الفصيلة ما يلي من الأجناس:
- غملوط Lea, 1838 - الجنس النمطي للفصيلة[1][2]
- Thaumastus Albers, 1860[2][3][4] - synonym: Tholus Strebel, 1909[5][6]